# Jerofiej Dobrowolski
Jerofiej Władimirowicz Dobrowolski (ros. Ерофей Владимирович Добровольский, ur. 28 października?/10 listopada 1903 we wsi Szałajewka obecnie w rejonie kirowskim w obwodzie mohylewskim, zm. 21 kwietnia 1987 w Moskwie) – radziecki dowódca wojskowy, generał porucznik, Bohater Związku Radzieckiego (1945).

## Życiorys
Urodził się w białoruskiej rodzinie chłopskiej. Skończył szkołę wiejską, od grudnia 1925 służył w Armii Czerwonej, od 1927 należał do WKP(b), w 1931 ukończył wojskową szkołę piechoty w Kijowie. Dowodził plutonem szkoły pułkowej w 99 pułku piechoty w Białoruskim Okręgu Wojskowym, później był dowódcą kompanii i szefem sztabu batalionu w 98 pułku piechoty, pomocnikiem szefa Sekcji 1 Sztabu 333 Dywizji Piechoty, pomocnikiem dowódcy pułku, dowódcą batalionu i szefem sztabu 98 pułku piechoty. W 1940 ukończył wyższe kursy oficerskie „Wystrieł”, w lutym 1941 został starszym pomocnikiem szefa wydziału przysposobienia bojowego 2 Armii Czerwonego Sztandaru Frontu Dalekowschodniego, od lipca 1941 uczestniczył w wojnie z Niemcami. Jako dowódca 107 pułku 24 Armii Frontu Zachodniego brał udział w walkach obronnych w obwodzie smoleńskim, w grudniu 1941 został szefem sztabu i zastępcą dowódcy 2 Gwardyjskiej Dywizji na Froncie Zachodnim, brał udział w obronie Moskwy, później od 7 lipca do 26 grudnia 1942 dowodził 17 Gwardyjską Dywizją Piechoty, 27 listopada 1942 otrzymał stopień generała majora.
Od 26 grudnia 1942 do 28 września 1943 dowodził 134 Dywizją Piechoty w 39 i 41 Armii Frontu Kalinińskiego, biorąc udział m.in. w operacji rżewsko-wiaziemskiej i wyzwalając wraz z dywizją miasto Biełyj oraz ponad sto miejscowości, oraz w operacji smoleńskiej. We wrześniu 1943 objął dowództwo 84 Korpusu Piechoty 39 Armii Frontu Kalinińskiego i później 1 Nadbałtyckiego, od maja 1944 do końca wojny dowodził 16 Korpusem Piechoty 33 Armii 1 Frontu Białoruskiego, biorąc udział m.in. w operacji białoruskiej i wiślańsko-odrzańskiej. Wraz z korpusem przełamał niemiecką obronę w rejonie Kazimierza, 20 stycznia 1945 zajął Kalisz, później uczestniczył w operacji pomorskiej i berlińskiej. 20 kwietnia 1945 otrzymał stopień generała porucznika. Po wojnie od czerwca 1945 do maja 1946 był komendantem Drezna, w 1947 ukończył wyższe kursy akademickie przy Wyższej Akademii Wojskowej im. Woroszyłowa i został dowódcą 38 Gwardyjskiego Korpusu Powietrznodesantowego, a w czerwcu 1955 pomocnikiem dowódcy Wojsk Powietrznodesantowych i szefem wydziału przysposobienia bojowego tych wojsk. Od października 1956 do marca 1957 był szefem Zarządu Przysposobienia Bojowego Północnego Okręgu Wojskowego i pomocnikiem dowódcy tego okręgu, później zastępcą dowódcy tego okręgu ds. przysposobienia bojowego, w październiku 1958 zakończył służbę wojskową, od 1959 do 1982 był zastępcą dyrektora zjednoczenia produkcyjnego Ministerstwa Przemysłu Gazowego ZSRR. Został pochowany na Cmentarzu Kuncewskim. Jego imieniem nazwano ulicę w Żłobinie.

## Odznaczenia
- Złota Gwiazda Bohatera Związku Radzieckiego (6 kwietnia 1945)
- Order Lenina (dwukrotnie)
- Order Czerwonego Sztandaru (czterokrotnie, w tym 1 września 1941 i 5 lutego 1942)
- Order Suworowa II klasy (dwukrotnie, w tym 22 września 1943)
- Order Wojny Ojczyźnianej I klasy (11 marca 1985)
- Order Czerwonej Gwiazdy (3 listopada 1944)
- Order „Znak Honoru”
- Order Krzyża Grunwaldu (Polska Ludowa)

I inne.